# Trzynastoksiąg konfucjański
Trzynastoksiąg konfucjański (chiń. upr. 十三经; chiń. trad. 十三經; pinyin Shísān jīng) – kanon klasycznej literatury chińskiej wyróżniony w okresie Dynastii Song. Obejmuje niektóre dzieła Pięcioksięgu, m.in.:
- Księga Pieśni (Shījīng, 詩經)
- Księga Dokumentów (Shūjīng, 書經)
- Księga Rytuałów (Lǐjì, 禮記)
- Księga Przemian (Yìjīng, 易經)
- Rytuały Zhou (Zhōulǐ, 周禮)
- Yili (Yílǐ, 儀禮)
- Zuozhuan (Zuǒzhuàn, 左傳)
- Gongyang Zhuan (Gōngyáng Zhuàn,  公羊傳)
- Guliang Zhuan (Gǔliáng Zhuàn,  穀梁傳)
- Dialogi konfucjańskie (Lúnyǔ, 論語)
- Xiaojing (Xiàojīng, 孝經)
- Erya (Ěryǎ, 爾雅)
- Księga Mencjusza (Mèngzǐ, 孟子)